# Rushford Village (Minnesota)
Rushford Village es una ciudad ubicada en el condado de Fillmore en el estado estadounidense de Minnesota. En el Censo de 2010 tenía una población de 807 habitantes y una densidad poblacional de 9,26 personas por km².

## Geografía
Rushford Village se encuentra ubicada en las coordenadas 43°48′17″N 91°47′8″O / 43.80472, -91.78556. Según la Oficina del Censo de los Estados Unidos, Rushford Village tiene una superficie total de 87.14 km², de la cual 86.56 km² corresponden a tierra firme y (0.67%) 0.58 km² es agua.

## Demografía
Según el censo de 2010, había 807 personas residiendo en Rushford Village. La densidad de población era de 9,26 hab./km². De los 807 habitantes, Rushford Village estaba compuesto por el 99.01% blancos, el 0.12% eran afroamericanos, el 0% eran amerindios, el 0.12% eran asiáticos, el 0% eran isleños del Pacífico, el 0% eran de otras razas y el 0.74% pertenecían a dos o más razas. Del total de la población el 0.62% eran hispanos o latinos de cualquier raza.